# Örnsköldsvik (đô thị)
Đô thị Örnsköldsvik là một trong 290 thành phố của Thụy Điển, trong hạt Västernorrland ở miền bắc Thụy Điển. Thủ phủ là thị xã Örnsköldsvik. Đô thị hiện nay đã được tạo ra vào năm 1971 thông qua việc hợp nhất của thành phố Örnsköldsvik với bảy đô thị nông nghiệp.
Örnsköldsvik nằm gần cuối phía bắc của "High Coast", một di sản thế giới UNESCO và có cầu treo dài nhất thứ ba ở châu Âu, cầu Kusten Hoga. Thành phố này nằm khoảng 100 km về phía nam của Umeå km và 550 về phía bắc của Stockholm. Khu vực này chủ yếu là rừng, nhưng nó cũng có các khu vực nhỏ của nông nghiệp.